# Comuna de Drzewica
Drzewica (polaco: Gmina Drzewica) é uma gminy (comuna) na Polónia, na voivodia de Lodz e no condado de Opoczyński. A sede do condado é a cidade de Drzewica.
De acordo com os censos de 2004, a comuna tem 11 157 habitantes, com uma densidade 94,2 hab/km².

## Área
Estende-se por uma área de 118,42 km², incluindo:
- área agricola: 60%
- área florestal: 33%

## Demografia
Dados de 30 de Junho 2004:
|                      | Total   | Total | Mulheres | Mulheres | Homens  | Homens |
| -------------------- | ------- | ----- | -------- | -------- | ------- | ------ |
|                      | pessoas | %     | pessoas  | %        | pessoas | %      |
| População            | 11 157  | 100   | 5650     | 50,6     | 5507    | 49,4   |
| Densidade (pop./km²) | 94,2    | 100   | 47,7     | 47,7     | 46,5    | 46,5   |

De acordo com dados de 2002, o rendimento médio per capita ascendia a 1270,79 zł.

## Subdivisões
- Brzustowiec, Brzuza, Dąbrówka, Domaszno, Giełzów, Idzikowice, Jelnia, Krzczonów, Radzice Duże, Radzice Małe, Strzyżów, Trzebina, Werówka, Zakościele, Żardki, Żdżary.

## Comunas vizinhas
- Gielniów, Odrzywół, Opoczno, Poświętne, Rusinów